# Centrolepidaceae
Centrolepidaceae – rodzina roślin jednoliściennych z rzędu wiechlinowców wyróżniana w różnych systemach klasyfikacyjnych. W systemie APG IV z 2016 należące tu rośliny włączone zostały do rodziny rześciowatych Restionaceae. Zaliczano tu 4 rodzaje z 35 gatunkami. Ich zasięg południowo-wschodnią część Azji, Australię i Nową Zelandię. Jeden rodzaj (Gaimardia) występuje na południowym krańcu Ameryki Południowej. Rośliny te występują w miejscach wilgotnych, na torfowiskach wysokich, niektóre rosną w wodzie.

## Morfologia
Są to rośliny drobne, jednoroczne lub byliny, zwykle nie przekraczające 5 cm wysokości. Pokrój mają trawiasty, tworzą darnie i kępki. Rosnące w skupieniach, naprzemianległe liście zwężają się nitkowato. Pędy nisko rozgałęziają się wypuszczając proste łodygi, zakończone szczytowymi kłosowatymi kwiatostanami. Kwiaty są bardzo zredukowane, zwykle pozbawione okwiatu i rozdzielnopłciowe. Kwiaty mają pojedyncze pręciki i słupki. Kwiaty wyrastają po kilka w kątach przysadek. Kwiaty są wiatropylne.

## Systematyka
Podział rodziny na rodzaje według Vascular Plant Families and Genera
- Aphelia R.Br.
- Brizula Hieron.
- Centrolepis Labill. (tu należy najwięcej, ok. 20 gatunków)
- Gaimardia Gaudich.